# Lucia Sturdza-Bulandra
Lucia Sturdza-Bulandra (n. 25 august 1873, Iași, România – d. 19 septembrie 1961, București, România) a fost o renumită actriță de teatru din România.
A fondat compania de teatru Compania Bulandra-Maximilian-Storin.

## Biografie
Lucia Sturdza-Bulandra a fost una dintre marile figuri ale scenei românești, de neuitat în roluri de compoziție din dramaturgia universală și națională, spirit organizatoric, talent pedagogic ce a format generații întregi de actori: Nicolae Baltățeanu, George Calboreanu, Nae Roman, Dina Cocea, Radu Beligan, Victor Rebengiuc. Lucia Sturdza-Bulandra a fost fata cuplului Emil Sturdza și Magda (născută Diamandy). Bunicul ei este Vasile Sturdza căsătorit cu Ecaterina (născută Balș) și este nepoata lui Constantin Sturdza și Raluca (născută Manu). Strănepoata lui Constantin Sturdza și Ecaterina Sturdza (Cantacuzino-Pașcanu). Stră-stră-nepoata lui Vasile Sturdza și Ileana Solomon Sturdza (Costaki).
În 1898 a debutat la Teatrul Național din București  (director Petre Grădișteanu) în piesa Primul bal de Pailleron. Din 1914 până în 1940, a condus împreună cu soțul ei o companie particulară ce-i poartă numele și au pus în scenă piesele Livada cu vișini de Cehov, Strogoii de Ibsen, Evantaiul Lady-ei Windermere și Bumbury de Oscar Wilde, Magnificul încornorat de Crommelynck, Scara de mătase de Chiarelli, Arleziana de Alphonse Daudet.  Din 1941 este actriță a Teatrului Municipal din București iar din 1947 până la sfârșitul vieții a fost directoarea acestui teatru, astăzi Teatrul Bulandra.
A fost profesoară la Conservatorul de Muzică și Artă Dramatică din București timp de 30 de ani. A fost distinsă, de asemenea, cu titlul de Artist al Poporului (ante 1955).

## Studii
- Cursurile școlii primare și liceale la internatul „Notre Dame de Sion”[10]
- Facultatea de Litere și Filosofie din București[11]
- Conservatorul de Muzică și Artă Dramatică din București, sub îndrumarea Aristizzei Romanescu

## Filmografie
- 1911 Amor fatal, regia Grigore Brezeanu
- 1944 Escadrila albă, regia Ion Sava
- 1961 Ziua unei artiste - Film documentar / omagial, regia Gheorghe Tobias

## Scrieri
- Actorul și arta dramatică, 1912
- Amintiri, amintiri, ESPLA 1956

## Distincții
- titlul de Artist al Poporului din Republica Populară Română (28 aprilie 1951)[12]
- Ordinul Muncii clasa I (4 februarie 1952) „pentru activitatea rodnică și merite deosebite pe tărâmul artistic”[13]
- Medalia „A cincea aniversare a Republicii Populare Române” (24 decembrie 1952) „pentru lupta și munca duse în vederea făuririi, consolidării și prosperării Republicii Populare Române”[14]
- Ordinul „Steaua Republicii Populare Române” clasa I-a (14 octombrie 1953) „cu ocazia împlinirii a 80 de ani de la naștere și 55 de ani de activitate rodnică pe tărîm artistic și cultural”[15]
- Ordinul Muncii clasa I (25 decembrie 1957) „cu prilejul împlinirii a zece ani de activitate a Teatrului Municipal din București, pentru merite deosebite în activitatea artistică”[13]

## Numismatică
Luni, 10 iunie 2013, cu prilejul a 140 de ani de la nașterea actriței, Banca Națională a României a pus în circulație o monedă comemorativă, cu valoarea nominală de 10 lei, în scop numismatic. Moneda este din argint, cu titlul de 999‰, este rotundă, cu diametrul de 37 mm, iar greutatea de 31,103 g. Întregul tiraj al monedei, de 500 de exemplare, este emis de calitate proof, iar cantul monedei este zimțat.